# Ніоколо-Коба (національний парк)
Ніоколо-Коба (фр. Parc National du Niokolo Koba PNNK) — національний парк на території Сенегалу, один з найстаріших в Африці. Парк розташований біля кордону з Гвінеєю-Бісау і має площу 9130 км².

## Історія
Парк входить в список Всесвітньої спадщини ЮНЕСКО, причому він також внесений до список об'єктів, що знаходяться під загрозою знищення, з причини поширеного на його території браконьєрства. Рішення про створення національного парку було прийнято 1 січня 1954, істотне розширення території парку було оформлено в 1969. 1981 року парк став об'єктом Всесвітньої спадщини ЮНЕСКО, а також біосферним заповідником, в список об'єктів, що знаходяться під загрозою знищення був внесений в 2007 році.

## Флора та фауна

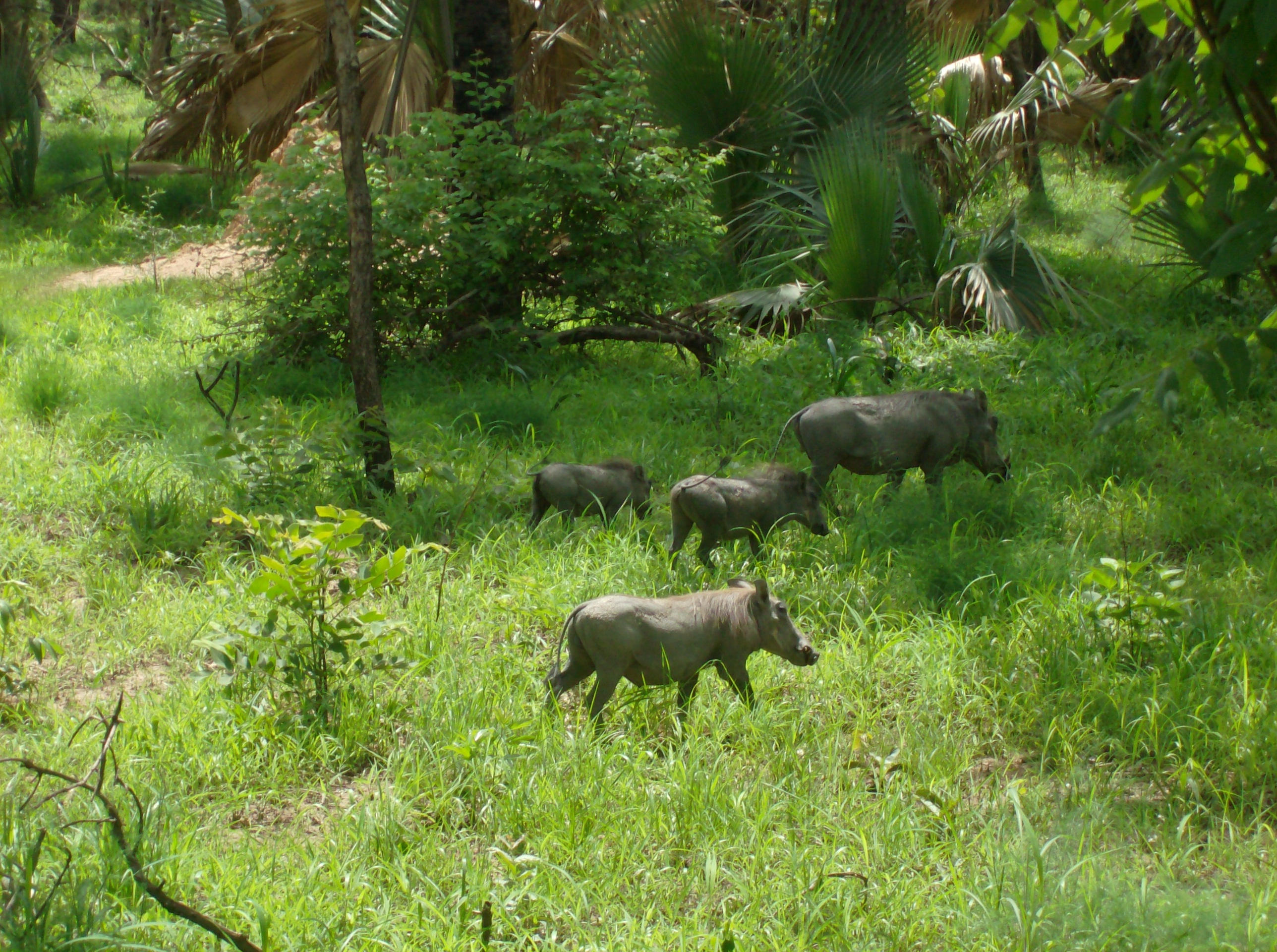
Бородавочник в парку Ніоколо-Коба

Парк розташований на пагорбі, розрізаному верхньою течією річки Гамбія, на північний захід від кордону між Сенегалом та Гвінеєю-Бісау. Охоплює площу 9130 км², висота над рівнем моря коливається від 16 до 311 метрів в найвищій точці. Парк являє собою масив саван та напів-саван, з великою кількістю заболочених ділянок. На території парку зростає понад 1500 видів рослин, на ньому зосереджено 78% лісових угідь Сенегалу.
Національний парк відомий своєю дикою природою. За оцінками уряду Сенегалу на території парку мешкають 20 видів амфібій, 60 видів риб, 38 видів рептилій та близько 80 видів ссавців. Станом на 2005 рік кількість представників деяких видів становило: 11000 буйволів, 6000 бегемотів, 400 західних канн, 50 слонів, 120 левів, 150 шимпанзе, 3000 звичайних водяних козлів, 2000 дуїкерів, невизначену кількість червоних колобусів, леопардів, гіеновідних собак.
Близько 330 видів птахів, серед яких: аравійська велика дрохва, бойовий орел, вінценосний журавель, орел-скоморох, кромкач кафрський, качка-вдовиця.